# KC-X
El KC-X és un programa de les Forces Aèries dels Estats Units (USAF) per adquirir avions cisterna per a abastament en vol de nova generació que substitueixin el Boeing KC-135 Stratotanker. La licitació cobria la producció de 179 avions cisterna nous, amb un valor total estimat en 35.000 milions de dòlars. Una vegada eliminada la proposta de US Aerospace, Inc., les dues finalistes foren les propostes de Boeing (KC-46 Pegasus) i EADS (KC-45).
En un primer moment, la USAF escollí la proposta d'EADS i Northrop Grumman. Tanmateix, el juliol del 2008 es reobrí la licitació com a resultat d'un recurs de Boeing contra la decisió. Davant de la nova licitació, el 8 de març del 2010 Northrop Grumman anuncià que es retirava del procés perquè, en paraules del seu director general, les noves condicions beneficiaven Boeing. El 20 d'abril del mateix any, EADS anuncià que participaria en la licitació amb el KC-45. La USAF acabà seleccionant el KC-46 Pegasus.